# Faveria tritalis
Espèce
Faveria tritalis est une espèce de lépidoptères (papillons) de la famille des Pyralidae.

## Répartition
Ce papillon se trouve communément dans l'Est de l'Australie.

## Description
Il a une envergure d'environ 20 mm.

## Alimentation
Sa chenille se nourrit de différents végétaux, plus particulièrement Cynodon dactylon.

## Systématique
Le nom valide complet (avec auteur) de ce taxon est Faveria tritalis (Walker, 1863).
L'espèce a été initialement classée dans le genre Hypochalcia sous le protonyme Hypochalcia tritalis Walker, 1863.
Faveria tritalis a pour synonymes :
- Crambus cygnosellus Walker, 1866
- Eucarphia cnephaeella Meyrick, 1879
- Eucarphia vulgatella Meyrick, 1879
- Hypochalcia tritalis Walker, 1863